# Гірнича промисловість Південної Америки
Гірнича промисловість Південної Америки
Гірнича промисловість. Країни Півд. А. в кінці ХХ ст. займали провідне місце з видобутку зал. руди, руд міді, сурми, ніобію і кварцу, 2-е — руд олова, вольфраму, молібдену і берилію, 3-є — бокситів, руд цинку, золота, платини, алмазів, бору і сірки.
На частку Венесуели (нафта і нафтопродукти, природний газ і зал. руда) припадає бл. 50 % від загальної вартості гірн. продукції континенту, Бразилії — бл. 20-25 %, потім слідують Аргентина, Колумбія, Еквадор, Чилі, Перу і Болівія. Частка Гаяни і Суринаму незначна, але гірн. пром-сть цих країн відіграє важливу роль в їх економіці.
Більшість країн Півд. Америки мають багатопланову гірн. пром-сть: у Бразилії видобувають бл. 30 осн. видів мінеральної сировини і палива, в Аргентині — бл. 20, у Перу і Чилі по 15, у Колумбії — 11, у Болівії — 10. Але лише Бразилія володіє добре розвиненою багатогалузевою гірн. пром-стю.
Інші країни спеціалізуються на видобування певного виду або комплексу видів сировини, тоді як інші види сировини видобуваються в обмеженій кількості. Для осн. видів мінеральної сировини і палива, що видобуваються на континенті (нафта, зал. руди, боксити, мідь, свинець, цинк, олово, молібден, ніобій), характерна висока частка переробки на місці видобування, хоч значна частина нафти, зал. руд і бокситів експортується у вигляді сирого продукту. Бразилія, Аргентина, Венесуела, Колумбія, частково Чилі і Перу мають розвинені базові галузі пром-сті, що зумовлює необхідність споживання на місці значних кількостей енергетичної сировини, руд чорних і кольорових металів, обмежуючи тим самим можливості їх експорту.
Внутрішньоконтинентальна торгівля мінеральною сировиною, в силу специфіки економічного розвитку країн, обмежена, осн. обсяг експорту йде на широкий міжнародний ринок. Осн. імпортерами мінер. сировини є США, Канада, Зах. Європа і Японія. Предмети експорту: нафта і нафтопродукти (Венесуела, Еквадор), кам. вугілля (Колумбія), залізна (Бразилія, Венесуела, Перу, Чилі) і марганцеві руди (Бразилія), боксити і глинозем (Бразилія, Венесуела, Суринам, Гаяна), мідь і поліметали (Чилі, Перу), олово (Бразилія, Болівія), молібден (Чилі), ніобій (Бразилія) та інш. Країни Півн. А. імпортують значну к-ть передусім нерудної мінеральної сировини — фосфати і калійні солі, азбест, деякі метали.